# Wiechlina styryjska
Wiechlina styryjska, wyklina styryjska (Poa stiriaca Fritsch & Hayek) – gatunek rośliny z rodziny wiechlinowatych (Poaceae).

## Rozmieszczenie geograficzne
Występuje w Austrii, na Węgrzech, w Polsce, na Słowacji, w Rumunii i Słowenii. W Polsce rośnie tylko na kilkunastu stanowiskach w Pieninach i jednym w Beskidzie Sądeckim. Stanowiska w Pieninach: Masyw Trzech Koron, Sokolica, Facimiech, Podskalnia Góra, Cyrlowa Skałka, Macelowa Góra, Łaźne Skały. W Beskidzie Sądeckim rośnie w rezerwacie przyrody Kłodne nad Dunajcem.

## Morfologia

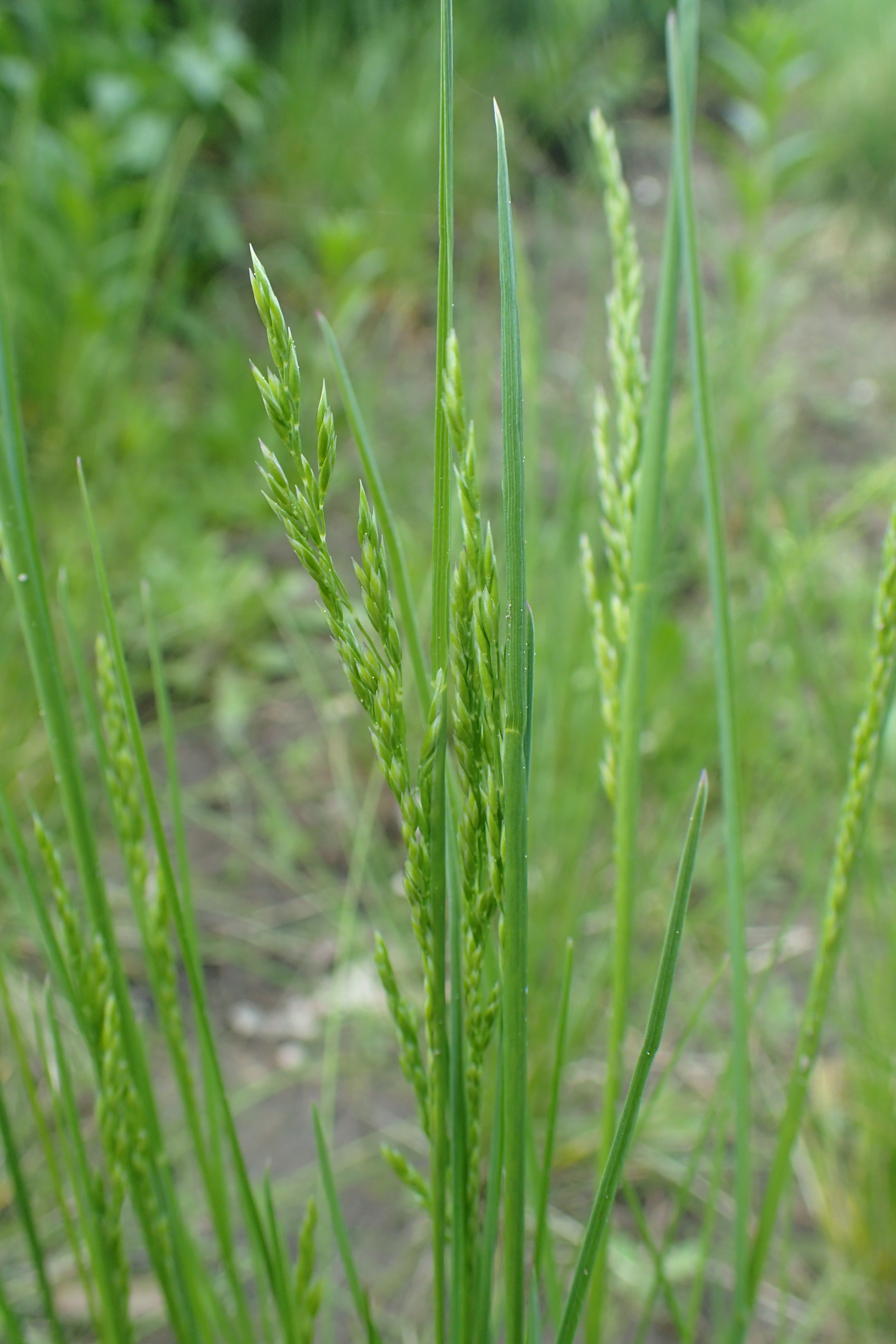
Kwiatostan

ŁodygaWyprostowane źdźbło do 70 cm wysokości.
LiściePochwy liściowe i blaszki pokryte krótkimi włoskami. Języczek liściowy zaokrąglony, długości 1–2 mm. Liście pędów płonnych sinozielone, włosowate, do 50 cm długości.
KwiatyZebrane po 4-6 w wydłużone kłoski, te z kolei zebrane w rozpierzchłą wiechę długości 7–11 cm.
OwoceZiarniaki.

## Biologia i ekologia
Bylina, hemikryptofit. Rośnie w prześwietlonych lasach, na stromych stokach. Kwitnie od czerwca do sierpnia. Liczba chromosomów 2n = 14. Gatunek charakterystyczny zespołu Carici albae-Fagetum.

## Zagrożenia i ochrona
Gatunek umieszczony w Polskiej czerwonej księdze roślin w kategorii VU (narażony). Tę samą kategorię posiada na polskiej czerwonej liście.
Gatunek nie jest w Polsce bezpośrednio zagrożony, niemal wszystkie stanowiska pienińskie znajdują się bowiem w obrębie Pienińskiego Parku Narodowego, a stanowisko w Beskidzie Sądeckim w obrębie rezerwatu przyrody. Zagrażają mu jednak naturalne zmiany w jego siedliskach, zwłaszcza zarastanie ich przez las. Wskazane byłoby monitorowanie stanowisk.